# Suzanne Boorsch
Suzanne Boorsch (29 giugno 1937) è una curatrice d'arte statunitense, specialista in stampe antiche del Rinascimento e nell'arte di Andrea Mantegna.

## Biografia
Boorsch ha conseguito la laurea magistrale nel 1974 e il suo M.Phil. nel 1977, entrambi dal New York University Institute of Fine Arts.
Era al Metropolitan Museum of Art di New York e dall'ottobre 2000 è stata Robert L. Solley Curator of Prints and Drawings presso la Yale University Art Gallery.
Boorsch è una specialista in stampe antiche del Rinascimento e nell'arte di Andrea Mantegna. È anche un'autorità nel lavoro della pittrice espressionista astratta americana Helen Frankenthaler.
Boorsch ha curato numerose mostre al Metropolitan Museum e Yale. Nel 2016 è stata co-curatrice della mostra Meant to Be Shared: Selections from the Arthur Ross Collection of European Prints at Yale.

## Pubblicazioni selezionate
- (EN) The engravings of Giorgio Ghisi. Metropolitan Museum of Art, New York, 1985. (With Michal and R.E. Lewis)
- (EN) Andrea Mantegna, New York: Metropolitan Museum of Art; London: Royal Academy of Arts, 1992. (joint editor with Jane Martineau, exhibition catalogue)
- (EN) The French Renaissance in prints. Grunwald Center, UCLA, 1994. ISBN 0962816221 (Contributor, Jacobson, Karen (ed), often wrongly cat. as George Baselitz)
- (EN) Venetian prints and books in the age of Tiepolo. Metropolitan Museum of Art, New York, 1997.
- (EN) Master drawings from the Yale University Art Gallery. Yale University Press, New Haven, 2006. (With John J. Marciari) ISBN 978-0300114331